# Kanton Le Nouvion-en-Thiérache
Der Kanton Le Nouvion-en-Thiérache war von 1790 bis 2015 ein französischer Wahlkreis im Arrondissement Vervins, im Département Aisne und in der Region Picardie; sein Hauptort war Le Nouvion-en-Thiérache. Die landesweiten Änderungen in der Zusammensetzung der Kantone brachten zum März 2015 seine Auflösung.
Der Kanton Le Nouvion-en-Thiérache war 139,24 km² groß und hatte 6805 Einwohner (Stand: 2012).

## Gemeinden
| Gemeinde                | Einwohner Jahr | Fläche km² | Bevölkerungsdichte | Code INSEE | Postleitzahl |
| ----------------------- | -------------- | ---------- | ------------------ | ---------- | ------------ |
| Barzy-en-Thiérache      | 314 (2013)     | 7,63       | 41 Einw./km²       | 02050      | 02170        |
| Bergues-sur-Sambre      | 217 (2013)     | 4,41       | 49 Einw./km²       | 02067      | 02450        |
| Boué                    | 1.277 (2013)   | 10,44      | 122 Einw./km²      | 02103      | 02450        |
| Dorengt                 | 157 (2013)     | 10,5       | 15 Einw./km²       | 02269      | 02450        |
| Esquéhéries             | 843 (2013)     | 16,21      | 52 Einw./km²       | 02286      | 02170        |
| Fesmy-le-Sart           | 516 (2013)     | 16,06      | 32 Einw./km²       | 02308      | 02450        |
| Leschelle               | 285 (2013)     | 14,69      | 19 Einw./km²       | 02419      | 02170        |
| La Neuville-lès-Dorengt | 399 (2013)     | 10,88      | 37 Einw./km²       | 02548      | 02450        |
| Le Nouvion-en-Thiérache | 2.792 (2013)   | 48,42      | 58 Einw./km²       | 02558      | 02170        |

## Einwohner
| Bevölkerungsentwicklung | Bevölkerungsentwicklung |
| Jahr                    | Einwohner               |
| ----------------------- | ----------------------- |
| 1962                    | 7512                    |
| 1968                    | 8089                    |
| 1975                    | 7875                    |
| 1982                    | 7584                    |
| 1990                    | 7118                    |
| 1999                    | 6814                    |
| 2006                    | 6761                    |
| 2011                    | 6807                    |

## Politik
| Vertreter im conseil général des Départements | Vertreter im conseil général des Départements | Vertreter im conseil général des Départements |
| Amtszeit                                      | Name                                          | Partei                                        |
| --------------------------------------------- | --------------------------------------------- | --------------------------------------------- |
| 2004–2015                                     | Thierry Thomas                                | PS                                            |